# М'який дирижабль

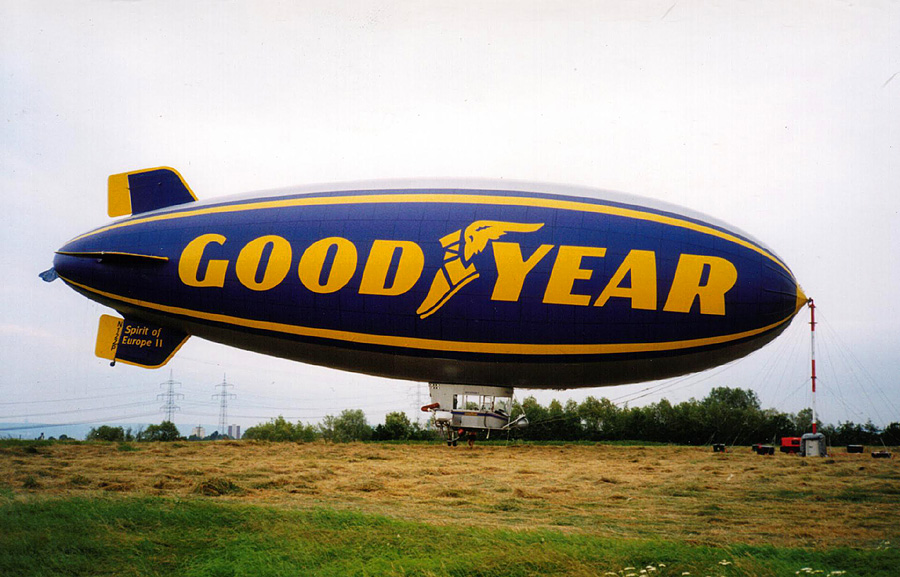
Сучасний м'який дирижабль

М'який дирижабль — це дирижабль без внутрішнього каркаса або кіля. На відміну від напівжорстких та жорстких, м'які дирижаблі тримають форму завдяки тиску підйомного газу та міцності оболонки. М'які дирижаблі використовуються для реклами, спостереження та нагляду завдяки своїй маневреності, низьким швидкостям та стабільним можливостям польоту.

## Конструкція
Оскільки м'які дирижаблі зберігають свою форму завдяки внутрішньому надлишковому тиску, зазвичай єдиними їх жорсткими частинами є пасажирська кабіна (гондола) та хвостові стабілізатори. Для підйомної сили використовується легкий газ (зазвичай гелій, раніше використовувався більш дешевий, але вогненебезпечний водень) або гаряче повітря (такі дирижаблі називаються тепловими).
Зміни об'єму підйомного газу, спричинені змінами температури або висоти, компенсуються шляхом накачування повітря у внутрішні балонети (повітряні подушки) для підтримки надлишкового тиску. Без достатнього надлишкового тиску дирижабль втрачає керованість та сповільнюється через збільшення опору та деформацію. Для надування балонетів може бути використаний потік повітря від гвинта. У деяких моделях, таких як Skyship 600, диференціальне надування балонетів може забезпечити певний контроль тангажу. Двигуни, що приводять у рух гвинти, зазвичай прикріплені безпосередньо до гондоли.
М'які дирижаблі є найпоширенішим типом, оскільки їх відносно просто будувати та легко транспортувати у здутому вигляді. Однак через нестабільний корпус їхній максимальний розмір обмежений. М'який дирижабль із занадто довгим корпусом може перегнутися посередині при недостатньому внутрішньому тиску або коли ним занадто швидко маневрують (подібне також траплялося і з напівжорсткими дирижаблями зі слабкими кілями). Саме ця проблема і призвела до розвитку напівжорстких та жорстких дирижаблів.
Сучасні м'які дирижаблі, на відміну від історичних, запускаються дещо важчими за повітря (з надмірною вагою). Недостатня підйомна сила компенсується підняттям носа та використанням потужності двигуна або регулюванням його тяги. Деякі типи також використовують керовані гвинти або канальні вентилятори. Робота в стані, важчому за повітря, дозволяє обійтися без скидання баласту під час злету, а також уникати необхідності випускати дорогий гелій під час посадки (раніше більшість дирижаблів досягали підйомної сили за допомогою дуже дешевого водню).

## Приклади м'яких дирижаблів
Існують м'які дирижаблі різноманітних конструкцій та виробників з різних країн. Нижче наведені лише деякі приклади:
- ADB-3-X01, найбільший летючий маяк з будь-коли виготовлених, створений компанією Airship do Brasil[en], єдиним виробником дирижаблів у Латинській Америці.
- AVIC AS700[en] — КНР, 2022, станом на 2025 побудовано три прототипи.
- Astra-Torres[en] — виготовлені у 1908—1922 компанією Société Astra[en], використовувалися Францією та Великою Британією під час Першої світової війни.
- Дирижабль британської армії «Бета»[en] — створений на Фабриці повітряних куль у 1910, використовувався армією та морською повітряною службою до 1916.
- Дирижаблі класу C[en] і C*[en], британські прибережні дирижаблі, що використовувалися у Першій світовій війні для боротьби з субмаринами.
- Дирижаблі класів Дирижаблі класу SS[en], Дирижаблі класу SSP[en], Дирижаблі класу SST[en], Дирижаблі класу SSZ[en] та Дирижаблі класу NS[en] — дирижаблі для супроводу конвоїв, що використовувалися Великою Британією у Першій світовій війні
- Дирижаблі класу G[en] та L[en], американські навчальні дирижаблі, побудовані компанією Goodyear Aircraft[en] під час Другої світової війни.
- Дирижаблі класу K[en] та M[en] — американські протичовнові дирижаблі, що використовувалися під час Другої світової війни.
- Mantainer Ardath[en], австралійський дирижабль, створений у середині 1970-х років для спостереження та пошуково-рятувальних робіт.
- Дирижаблі класу N[en] («Nan ship»), використовувалися протягом 1950-х років ВМФ США для боротьби з субмаринами та як радіолокаційна платформа раннього попередження.
- Дирижаблі Goodyear[en] — флот дирижаблів, що використовуються в рекламних цілях та як платформа для телевізійних камер.
- Skyship 600, приватний дирижабль, що використовується рекламними компаніями
- Lockheed Martin P-791[en] — експериментальний аеростатичний/аеродинамічний гібридний дирижабль, розроблений корпорацією Lockheed Martin.
- SVAM CA-80 — дирижабль, виготовлений китайською компанією Shanghai Vantage Airship Manufacture Co.
- TC-3 та TC-7[en], два експериментальні дирижаблі Повітряного корпусу армії США, що використовувалися як носії для бортових літаків[en] у 1923–24 роках.
- UConn Lumpy[en] — дирижабль, побудований та запущений у 1975 році студентами Університету Коннектикуту.
- WDL 2, дирижабль для повітряної реклами, виготовлений та використовуваний WDL Group[de], Німеччина
- Willows airships[en] — п'ять дирижаблів, побудованих у Вельсі компанією Ернеста Віллоуза[en] з 1905 по 1913.